# Jean Carmet
Jean Carmet (Bourgueil, 25 luglio 1920 – Sèvres, 20 aprile 1994) è stato un attore e sceneggiatore francese.

## Biografia
Attore di formazione teatrale, è stato attivo sul grande schermo fin dal 1941 (Le Pavillon brûle). Nella sua lunga carriera, durata mezzo secolo, ha partecipato ad oltre 200 produzioni tra cinema e televisione, vincendo tre volte il Premio César, le prime due quale miglior attore non protagonista per I miserabili (1982) di Robert Hossein e per Merci la vie - Grazie alla vita (1991) di Bertrand Blier, e la terza alla carriera nel 1994, e ricevendo altrettante nomination, tra le quali quella per il miglior attore protagonista per il ruolo dell'anziano travestito nel film drammatico Miss Mona (1987).
Caratterista molto noto in patria, grazie alla partecipazione a numerosissimi film di registi d'oltralpe, ha recitato meno frequentemente anche da protagonista, soprattutto negli anni settanta: la notorietà internazionale giunse per Carmet con il ruolo del sergente Bosselet nel film Bianco e nero a colori (1976) di Jean-Jacques Annaud, vincitore dell'Oscar al miglior film straniero nel 1977.
Scritturato per recitare nel film La felicità è dietro l'angolo (1995) di Étienne Chatiliez, Jean Carmet morì improvvisamente il 20 aprile 1994, per un attacco cardiaco. Il ruolo di Francis Bergeade, protagonista del film, andò a Michel Serrault.

## Filmografia parziale
- Le Pavillon brûle, regia di Jacques de Baroncelli (1941)
- L'amore e il diavolo (Les Visiteurs du soir), regia di Marcel Carné (1942)
- Amanti perduti (Les Enfants du paradis), regia di Marcel Carné (1945)
- Monsieur Vincent, regia di Maurice Cloche (1947)
- Dio ha bisogno degli uomini (Dieu a besoin des hommes), regia di Jean Delannoy (1950)
- Knock ovvero il trionfo della medicina (Knock), regia di Guy Lefranc (1951)
- Bonjour sourire!, regia di Claude Sautet (1956)
- Le diavolerie di Till (Les aventures de Till L'Espiègle), regia di Gérard Philipe, Joris Ivens (1956)
- Una strana domenica (Un drôle de dimanche), regia di Marc Allégret (1958)
- Babette va alla guerra (Babette s'en va-t-en guerre), regia di Christian-Jaque (1959)
- I tre moschettieri (Les trois mousquetaires: Première époque - Les ferrets de la reine), regia di Bernard Borderie (1961)
- La vendetta dei moschettieri (Les trois mousquetaires: La vengeance de Milady), regia di Bernard Borderie (1961)
- Le strane licenze del caporale Dupont (Le caporal épinglé), regia di Jean Renoir (1962)
- Le tentazioni quotidiane (Le Diable et les 10 commandements), regia di Julien Duvivier (1962)
- Colpo grosso al casinò (Mélodie en sous-sol), regia di Henri Verneuil (1963)
- La dolce pelle di Yvonne (Les Pas perdus), regia di Jacques Robin (1964)
- Le due orfanelle (Les deux orphelines), regia di Riccardo Freda (1965)
- Sotto il tallone (La Métamorphose des cloportes), regia di Pierre Granier-Deferre (1965)
- La Bourse et la Vie, regia di Jean-Pierre Mocky (1966)
- Alexandre, un uomo felice (Alexandre le bienheureux), regia di Yves Robert (1968)
- Le novizie (Les Novices), regia di Guy Casaril (1970)
- All'ombra del delitto (La Rupture), regia di Claude Chabrol (1970)
- Le drapeau noir flotte sur la marmite, regia di Michel Audiard (1971)
- Alto, biondo e... con una scarpa nera (Le Grand blond avec une chaussure noire), regia di Yves Robert (1972)
- Rosamunda non parla... spara (Elle cause plus, elle flingue), regia di Michel Audiard (1973)
- Le Concierge (1973)
- I buoni sentimenti stuzzicano l'appetito (Les Grands sentiments font les bons gueuletons), regia di Michel Berny (1973)
- Un lenzuolo non ha tasche (Un Linceul n'a pas de poches), regia di Jean-Pierre Mocky (1974)
- Il grande biondo (Le Retour du grand blond), regia di Yves Robert (1974)
- Il clan degli imbroglioni (La Gueule de l'emploi), regia di Jacques Rouland (1974)
- Dupont Lajoie, regia di Yves Boisset (1975)
- Bianco e nero a colori (La Victoire en chantant), regia di Jean-Jacques Annaud (1976)
- Tre simpatiche carogne... e vissero insieme felici, imbrogliando e truffando (René la canne), regia di Francis Girod (1977)
- La 7ème compagnie au clair de lune, regia di Robert Lamoureux (1977)
- Zucchero - Un dolce imbroglio (Le Sucre), regia di Jacques Ruffio (1978)
- Le beaujolais nouveau est arrivé, regia di Jean-Luc Voulfow (1978)
- Violette Nozière, regia di Claude Chabrol (1978)
- I gialli insoliti di William Irish (Histoires insolites) (1979) - serie tv
- Cocco mio (Gros calin), regia di Jean-Pierre Rawson (1979)
- Buffet freddo (Buffet froid), regia di Bertrand Blier (1979)
- Il curato (Le Curé de Tours), regia di Gabriel Axel (1980) - film tv
- La banchiera (La Banquière), regia di Francis Girod (1980)
- L'inganno (Die Fälschung), regia di Volker Schlöndorff (1981)
- Rebus per un delitto (Une Affaire d'hommes), regia di Nicolas Ribowski (1981)
- I miserabili (Les Misérables), regia di Robert Hossein (1982)
- Canicola (Canicule), regia di Yves Boisset (1983)
- Due fuggitivi e mezzo (Les Fugitifs), regia di Francis Veber (1986)
- La donna del lago maledetto (La Vuivre), regia di Georges Wilson (1989)
- Le Sixième Doigt, regia di Henri Duparc (1990)
- Merci la vie - Grazie alla vita (Merci la vie), regia di Bertrand Blier (1991)
- Coup de jeune!, regia di Xavier Gélin (1993)
- Germinal, regia di Claude Berri (1993)
- Eugénie Grandet, regia di Jean-Daniel Verhaeghe (1994) - film tv

## Doppiatori italiani
- Oreste Lionello in I tre moschettieri, La vendetta dei moschettieri, Cocco mio
- Vinicio Sofia in Le tentazioni quotidiane
- Renato Turi in Colpo grosso al casinò